# Jan Janský

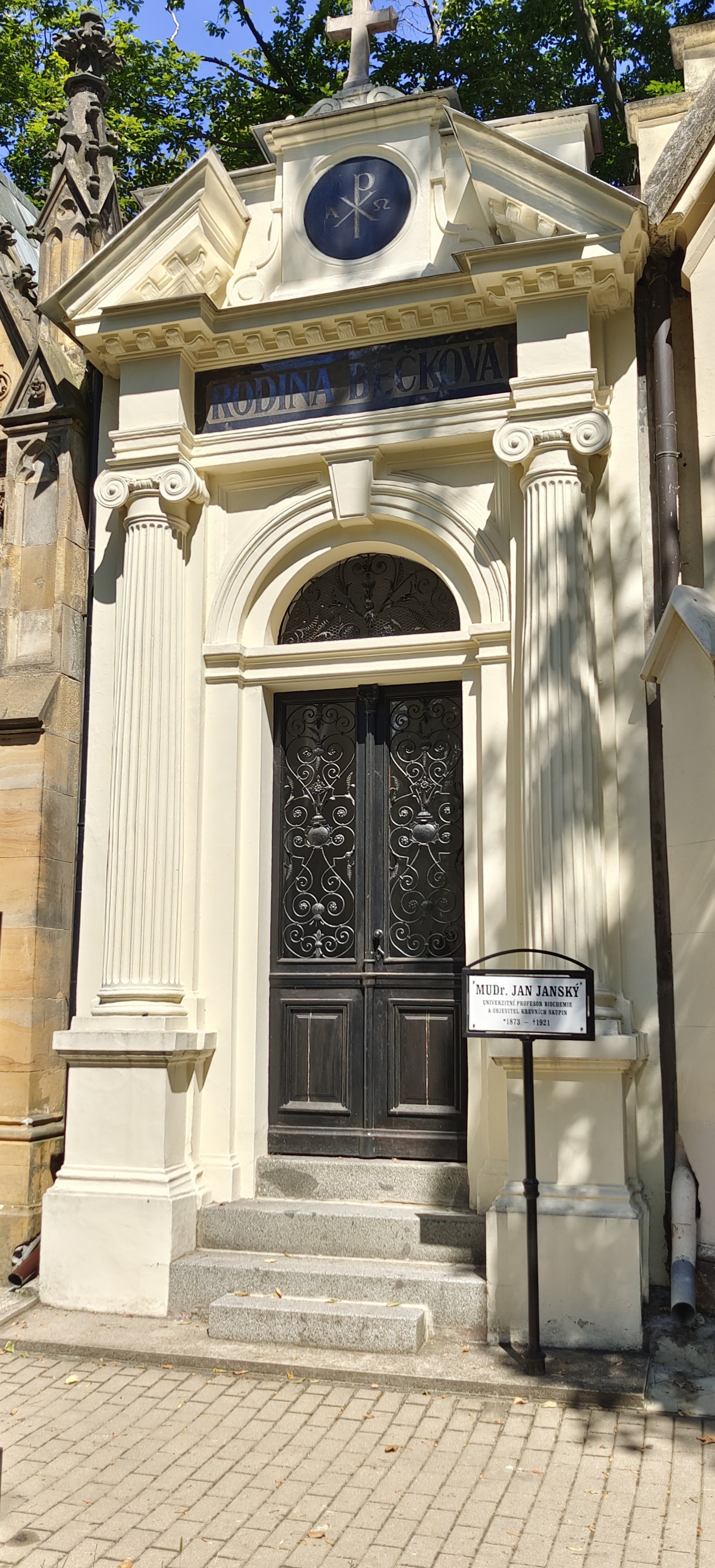
Hrobka MUDr. Jana Janského

Jan Janský (3. dubna 1873 Smíchov – 8. září 1921 Dolní Mokropsy) byl český sérolog, neurolog a psychiatr, objevitel čtyř základních krevních skupin.

## Biografie
Narodil se v rodině smíchovského mydláře Jana Janského (1844–) a jeho manželky Marie, rozené Zelenkové. Byl starší ze dvou synů.
V roce 1892 vystudoval smíchovské gymnázium, tehdy akademické. Po maturitě pak pokračoval ve studiích lékařství na lékařské fakultě české Karlo–Ferdinandovy univerzity v Praze, kterou absolvoval v roce 1898. Po promoci nejprve nastoupil jako asistent u profesora Karla Kuffnera a posléze jako lékař na psychiatrickou kliniku v Praze. Ve svých pracích se ukázal jako bystrý pozorovatel a kritický posuzovatel. Navazoval na tradici české psychiatrie, která tehdy stavěla na výsledcích získaných vyšetřovacími metodami somatické medicíny. Zabýval se studiem a vyšetřováním mozkomíšního moku (likvorologie) a založil likvorologickou laboratoř. Psal o hysterii, akutních psychózách, schizofrenii atd.Vedle vědecké a didaktické činnosti se uplatnil i mimo kliniku. Byl soudním znalcem z psychiatrie a jeho posudky přispívaly k vážnosti oboru u soudu.
V roce 1914 se stal mimořádným profesorem pražské České univerzity a zástupcem přednosty psychiatrické kliniky. Během první světové války nastoupil do služby jako lékař na frontě. Po dvou letech, v roce 1916, byl po prodělaném srdečním infarktu zproštěn služby a vrátil se do vlasti. Po skončení války nastoupil na místo přednosty neuropsychiatrického oddělení Vojenské nemocnice v Praze. V roce 1921 byl jmenován řádným profesorem. 
Zemřel 8. září 1921 v Černošicích nedaleko Prahy na následky anginy pectoris v 48 letech. Pamětní deska připomínající jeho zdejší pobyt je umístěna v Černošicích na domě čp. 397.

### Rodinný život
Dne 14. června 1899 se na Smíchově oženil s dcerou stavitele Hedvikou Bečkovou (1877–??). Narodili se jim synové Stanislav (*1900) a Jan (*1902). Rodina bydlela na Smíchově, později na pražském Novém Městě.
Sestra Jana Janského Karla (*1877) se v roce 1899 provdala za budoucího československého ministra financí Aloise Rašína.

## Lékařská praxe
Jako psychiatr se od počátku své lékařské praxe zabýval vztahem mezi aglutinací (shlukováním) krve a duševními poruchami. Po několikaletém výzkumu pak dospěl k poznání, že tento vztah neexistuje, tedy že mezi srážením krve a duševními onemocněními člověka není žádná spojitost. Na základě těchto poznatků napsal vědecké pojednání a v listopadu roku 1906 přednesl jeho závěry před členy Spolku českých lékařů. Na vzorku 3 160 „bláznů“ prokázal, že lidskou krev, ať člověka zdravého nebo duševně nemocného, lze podle určitých rozdílů ve vlastnostech krvinek rozdělit do 4 základních skupin. V roce 1907 byla jeho práce uveřejněna ve Sborníku klinickém pod názvem „Haematologická studie u psychotiků“. Jako víceméně vedlejší produkt své výzkumné činnosti popsal čtyři základní krevní skupiny (neoznačil tak, jak je tomu dnes, tedy A, B, AB a 0, ale přiřadil jim římské číslice I., II., III. a IV.). Výsledky svého výzkumu popsal následovně: „Systematické naše vyšetřování – byť k účelům psychiatrickým nepřineslo žádný cennější praktický užitek – objevilo pozoruhodná, dosud nikdy neuvedená fakta“ (1907). Dále se však výzkumu krve nevěnoval a soustřeďoval se hlavně na psychiatrii a neurologické výzkumy, například intenzivně zkoumal problematiku mozkomíšního moku.

## Otázka prvenství objevu krevních skupin
Názor na prvenství objevu dělení lidské krve do krevních skupin se vyvíjel. Vídeňský patolog Karl Landsteiner (1868–1943) již v roce 1900 prohlásil, že „krevní sérum normálního člověka je často schopno shlukovat červené krvinky jiného zdravého jedince“. Ve snaze tento jev vysvětlit odebral krev sobě a 21 kolegům a zjišťoval reakci každého vzorku krvinek na každý vzorek krevního séra. Poté v roce 1901 prezentoval výsledek svých pokusů v práci „O projevech aglutinace normální lidské krve“, kde potvrdil existenci tří krevních skupin. Za dva roky na jeho popud kolegové Decastello a Sturli objevili skupinu čtvrtou, nejvzácnější, v původních vzorcích chybějící. Landsteiner za svůj objev obdržel v roce 1930 Nobelovu cenu.

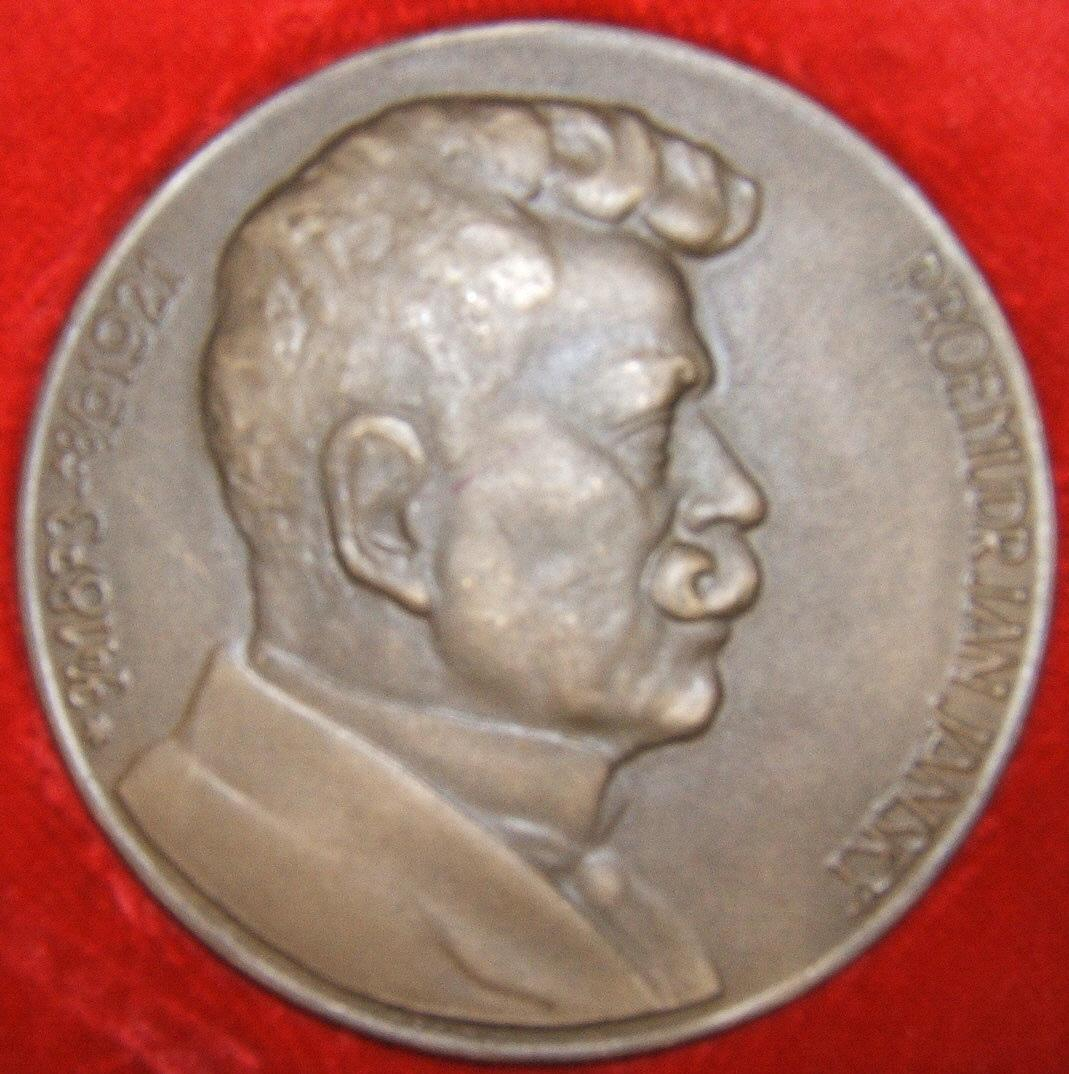
Jan Janský na bronzové Janského plaketě

Ke stejným závěrům dospěl v roce 1907 Janský, který také prokázal existenci čtvrté krevní skupiny (v současné době označované jako AB) navíc však provedl správnou klasifikaci skupin. Zabýval se dlouho a soustavně studiem některých krevních vlastností u svých nemocných. O Landsteinerovi a jeho práci Janský nic nevěděl. Landsteiner ve své souborné práci z roku 1910 Janského ostatně také necitoval.
V roce 1910 Američan William Lorenzo Moss dospěl ke stejným výsledkům, o Janského práci se však dozvěděl až po dokončení práce vlastní. Doplnil ji o toto sdělení s tím, že uznal Janského prioritu správné klasifikace. V Americe se tak stal Janský na čas skutečným objevitelem krevních skupin. V roce 1921 americká lékařská komise uznala jeho prvenství v objevu krevních skupin (Janský byl upřednostněn před Landsteinerem). Jeho systém byl obecně uznán a poměrně dlouhou dobu byl také jediným podkladem pro zajišťování bezpečných podmínek pro krevní transfuzi.
Ještě v roce 1923 J. Diviš v souborné a pečlivě zpracované práci o krevní transfuzi uváděl, že krevní skupiny objevili američtí autoři Landsteiner, Jansky a Moss. Ke změně došlo v témže roce. Chirurgové K. Neuwirth, A. Jirásek a F. Zahradnický se zúčastnili VI. Mezinárodního chirurgického kongresu v Londýně, kde důležitým tématem byly transfuze. Tam se švédský chirurg T. Riek zeptal členů československé delegace, zda Janského znají a vědí, že byl první na světě, kdo popsal 4 hlavní krevní skupiny. Tak by se vlastně aglutinační zkouška zvaná „americkou zkouškou“ měla jmenovat „českou zkouškou“. Překvapení lékaři po návratu z Londýna a po ověření fakt způsobili, že Janský byl objeven pro český vědecký svět. Okamžitě se vyrojily články a výroky vysoce hodnotící jeho světový přínos, později byl také natočen sugestivní film podle scénáře Vladimíra Neffa. Celá kampaň vrcholila názory, které zpochybňovaly Landsteinerovo prvenství i Nobelovu cenu a Janského stavěly proti němu. Během let se hodnocení dostalo do střízlivějších poloh. Například profesor Vondráček, Janského žák, napsal v roce 1971: „...objevil čtvrtou krevní skupinu“ a dále „Dosah svého objevu netušil a také jej nikterak prakticky nevyužil“.
Vědecká i odborná úroveň celé jeho práce byla nepochybně vysoká. Je obdivuhodné, jak klinik objevil podstatné a tehdy zcela nově se rozvíjející teoretické poznatky. Znamenité byly jeho metodické postupy, skutečnost, že si všiml nového poznatku, který ležel mimo hlavní proud jeho zájmu a že poznatek utřídil do klasifikace, která platí dodnes. Jeho práci poznamenala skutečnost, že zemřel v poměrně mladém věku a již léta před smrtí trpěl těžkou nemocí.

## Posmrtné připomínky
- V roce 1953 byl natočen životopisný film Tajemství krve režiséra Martina Friče pojednávající o jeho životě. Hlavní roli zde hrál Vladimír Ráž.
- V Praze 13 je po něm pojmenována ulice – Janského.[9]
- Jan Janský byl propagátorem dárcovství krve. Na jeho počest je dobrovolným dárcům krve v České republice a na Slovensku udělována Medaile prof. MUDr. Jana Janského.